# HD 172051
HD 172051 (HR 6998) è una stella di magnitudine apparente 5,85 nella costellazione del Sagittario, situato ad ovest di ξ Sagittarii, a nord di φ Sagittarii e Nunki (σ Sagittarii) e nord-est di Kaus Borealis (λ Sagittarii). si trova a 42,3 anni luce dal nostro sistema solare.
HD 172051 è una nana gialla caratteristiche simili a quelle del nostro Sole. Di tipo spettrale G6V, ha una temperatura superficiale di 5600 K, di circa 180 K più fredda del Sole, e splende con una luminosità pari al 68% di quella solare. Il suo raggio è del 10% superiore a quello solare e la sua massa è pari a 0,87 M⊙. Si ritiene dunque che la stella abbia un'età stimata di 8 800 milioni di anni, quindi molto più antica del Sole. È stato rilevato un eccesso di radiazione nella banda infrarossa dei 24 μm o 70 µm, che, in generale, è indice della presenza di un disco di polveri intorno ad esso.
HD 172051 ha una metallicità inferiore a quello del Sole, pari al 60% di esso. ([M / H] = −0,22). Questo impoverimento si osserva in tutti gli elementi esaminati, come il ferro, sodio, silicio, titanio e nichel, molto più evidente nel caso della manganese ([Mn / H] = −0,31). Si nota anche un rapporto ossigeno/idrogeno inferiore a quello solare..
Alla fine del 2003 gli astronomi che lavorano nel Progetto Darwin della Agenzia Spaziale Europea hanno annunciato di aver scelto HD 172051 come obiettivo primario in un gruppo di stelle vicine simili sole e quindi in grado di ospitare qualsiasi tipo di vita terrestre, utilizzando tecniche di interferometria. Se esiste un pianeta terrestre nella zona abitabile, l'analisi della luminosità dallo stesso pianeta permetterà di individuare l'eventuale presenza di acqua, ossigeno e biossido di carbonio nella sua atmosfera.

## Occultazioni
Per la sua posizione prossima all'eclittica, è talvolta soggetta ad occultazioni da parte della Luna e, più raramente, dei pianeti, generalmente quelli interni.
Infatti l'ultima occultazione da parte di un pianeta (Venere) avvenne il 22 dicembre 1818, mentre l'ultima occultazione lunare fu osservata il 16 marzo 2012..